# Француз Олена Йосипівна
Олена Йосипівна Францу́з (Сидак; 6 листопада 1925, Березівка — 2013) — українська художниця тканин і килимів; член Спілки радянських художників України з 1968 року. Заслужений майстер народної творчості УРСР з 1977 року.

## Біографія
Народилася 6 листопада 1925 року в селі Березівці (нині у складі селища Ярмолинців Хмельницького району Хмельницької області, Україна). У 1947—1952 роках навчалася у Київському училищі прикладного мистецтва у Сергія Колоса, Тетяни Флору, Івана Юхна.
З 1952 року працювала на Чернівецькому текстильному комбінаті, де створювала малюнки для декоративних тканин і килимів масового виробництва. Була членом КПРС з 1955 року. Мешкала у Чернівцях в будинку на вулиці Головній, № 120, квартира № 25. Померла у 2013 році.

## Творчість
Працювала в галузі декоративного мистецтва (художнє ткацтво). Займалася переважно ручним тканням килимів гладкої та петельної рахункової техніки. Серед робіт:
- вовняні килими «Квітка Буковини» (1963), «Тарасова верба» (1964, Національний музей декоративного мистецтва України), «Злітайте, голуби» (1965), «Ми ковалі своєї долі» (1969), «Косим трави» (1969), «На полонину» (1970), «Зелена Буковина» (1971), «Отари» (1972), «Кучерявий» (1973), «Червона калина» (1976), «Чорнобривці» (1985), «Буковина» (1989), «Лілея» (1991);
- килимові доріжки «Весна», «Кучері» (1969), «Соняшники» (1972), «Вінок» (1977), «Рибки» (1978), «Ювілейна» (1985);
- орнаменти «Черемшина» (1967), «Верховина» (1967), «Поділля» (1970).

Брала участь у республіканських виставках з 1963 року, всесоюзних та закордонних — з 1967 року. Персональна виставка відбулася у Чернівцях у 1986 році. У 1974 році нагороджена Великою срібною медаллю Республіканського фестивалю самодіяльного мистецтва.
Крім згаданого музею роботи зберігаються у Чернівецькому художньому музеї.